# علی کوچ
علی ییلدیریم کوچ (به ترکی استانبولی: Ali Yıldırım Koç؛ ۲ آوریل ۱۹۶۷)، تاجر ترک و رئیس باشگاه ورزشی فنرباغچه. نایب رئیس هیئت مدیره کوچ هولدینگ، رئیس فورد فورد اتوسان، یاپی کردی بانک، کوچتاش، اتوکار و ستور. وی از بنیانگذاران انجمن فنرباغچه ۱۹۰۷ بود و بین سالهای ۲۰۰۴ تا ۲۰۱۷ به عنوان رئیس انجمن فعالیت می‌کرد.

## زندگی‌نامه
یلدیریم علی کوچ، فرزند رحمی کوچ و چیگدم سیماوی، در ۲ آوریل ۱۹۶۷ در استانبول به دنیا آمد. وی در سال ۱۹۸۵ از مدرسه هارو لندن فارغ‌التحصیل شد. وی در رشته مدیریت بازرگانی در دانشگاه رایس تحصیل کرد. وی دوره کارشناسی ارشد خود را در دانشکده تجارت دانشگاه هاروارد به پایان رساند. در سال ۱۹۹۲، وی زندگی تجاری خود را با برنامه آموزش مدیر در امریکن اکسپرس آغاز کرد. وی بین سالهای ۱۹۹۲ تا ۱۹۹۴ به عنوان تحلیلگر در مورگان استنلی کار کرد. وی در سال ۱۹۹۷ به عنوان هماهنگ‌کننده توسعه مشاغل جدید در گروه برنامه‌ریزی استراتژیک کوچ هولدینگ کار خود را آغاز کرد و بعداً سمت‌های ارشد را بر عهده گرفت.
وی در سال ۲۰۰۵ با نوبهار دمیراچ ازدواج کرد و از این ازدواج صاحب دو فرزند شد. در سال ۲۰۱۲، رحمی کوچ به عنوان رئیس هیئت مدیره فورد اوتوسان انتخاب شد. در سال ۲۰۱۳، او به «کمیته مشاوره جهانی بانک آمریکا» تحت بنک آو آمریکا پیوست، جایی که ۱۳ نام برجسته شناخته می‌شود. پس از مرگ مصطفی کوچ در سال ۲۰۱۶، اومر کوچ رئیس هیئت مدیره هلدینگ کوچ شد و علی کوچ به عنوان نایب رئیس هیئت مدیره منصوب شد. در سال ۲۰۱۷، وی به عنوان رئیس هیئت مدیره یاپی کردی بانک انتخاب شد. در سال ۲۰۱۷ به عنوان یکی از ۱۰۰ ثروتمند ترک توسط فوربس ترکیه با ۷۰۰ میلیون دلار ثروت در رتبه ۵۰ این لیست قرار دارد.